# Confesor de la fe

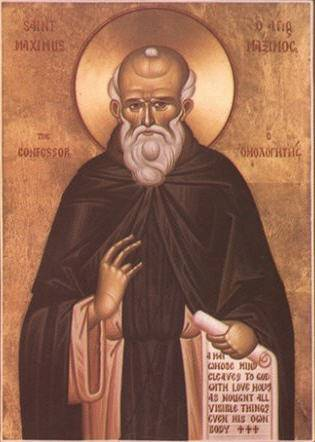
Máximo el Confesor, ejemplo de santo confesor

Confesor, en el sentido de confesor de la fe (confessor fidei) es un concepto de la tradición apostólica del cristianismo primitivo, considerado un grado de virtud anterior al de mártir (testigo). No debe confundirse con el sentido moderno del término confesor.
Hasta el siglo IV, un confesor era alguien que, durante las persecuciones, había sufrido por su fe, pero que no fue asesinado por ello. Las personas que son asesinados por su fe son conocidos como los mártires. Los confesores, podrían haber sido torturados, exiliados o encarcelados por su fe. Con el tiempo, el término también llegó a ser utilizado para describir personalidades sobresalientes que han demostrado la fe, el conocimiento y la virtud. Iglesias y otros edificios fueron erigidos en su honor, un inicio marcado por el período en que las iglesias fueron construidas principalmente para honrar a los mártires. En el sentido moderno, este tipo de confesor es digno de veneración, debido a sus grandes actos.
El obispo Cipriano de Cartago,  a mediados del s. III, desdobla por primera vez el concepto de martyrion, distinguiendo al  martyr, es decir, aquel que ha dado su vida por la fe o está próxima a darla, del confesor, aquel que ha padecido persecución, destierro, torturas, vejámenes etc., por testimoniar su fe sin llegar a morir. En numerosas de sus cartas se hace notar la diferencia, como: Ep. 10,4; 39,3; 15,1; 55 y 52.  Y también en el tratado De lapsis 3 y 4.
Para la época sin embargo, la terminología es muy flexible, en su tiempo las palabras confessor y martyr  no habían adquirido la significación específica y claramente definida que tienen para nosotros hoy en día.
Clemente de Alejandría (150-215), en su obra Stromata, dedica la parte principal de su libro al tema del martirio. Lo define como la "perfección o consumación, no porque con él termina el hombre su vida como los demás, sino porque da una prueba consumada de caridad".
Es un título que la Iglesia católica no ha vuelto a utilizar generalmente en su historia posterior.